# آنا شوکیچ
آنا شوکیچ (سیریلیک صربی: Ана Ђокић؛ زادهٔ ۹ فوریهٔ ۱۹۷۹) از برندگان مدال‌های بازی‌های المپیک تابستانی و بازیکن هندبال اهل مونته‌نگرو است.